# John Main
John Main OSB (* 21. Januar 1926 in London als Douglas Victor Main; † 30. Dezember 1982 in Montreal) war ein irisch-britischer Benediktinerpater und Meditationslehrer. Bekannt wurde er durch seine christliche Meditation, die auf der hinduistischen Japa-Meditation und dem frühchristlichen Ruhegebet gründet. Diese Meditationsübung besteht im Kern aus der gedanklichen Wiederholung des Mantras Maranatha (aramäisch für „Unser Herr, komm!“).

## Leben

### Kindheit
Douglas Main wurde 1926 in London als viertes Kind von David und Eileen Main geboren. Douglas’ Eltern stammten aus der Republik Irland und wohnten in London, da David Main von seinem Arbeitgeber Western Union dorthin versetzt worden war. Eileen Main, geborene Hurley, arbeitete als Krankenschwester und lernte während der Pandemie der Spanischen Grippe ihren späteren Ehemann kennen. Douglas wuchs mit drei Schwestern und zwei Brüdern in einer katholischen Familie auf. Das häusliche Leben in seiner Kindheit nahm er als „sehr glücklich“ wahr, was besonders am freundschaftlichen Umgang der Geschwister miteinander lag. Douglas’ Vater erzog die Kinder streng und galt als extravertiert und schnell aufbrausend. Seine Mutter hingegen hatte einen ausgeglichenen, standhaften Charakter und war für ihre Großzügigkeit bekannt. Douglas hatte ein enges Verhältnis zu seiner Mutter und bezeichnete sie als „sanfte Überredungskünstlerin“ (englisch: gentle persuader).

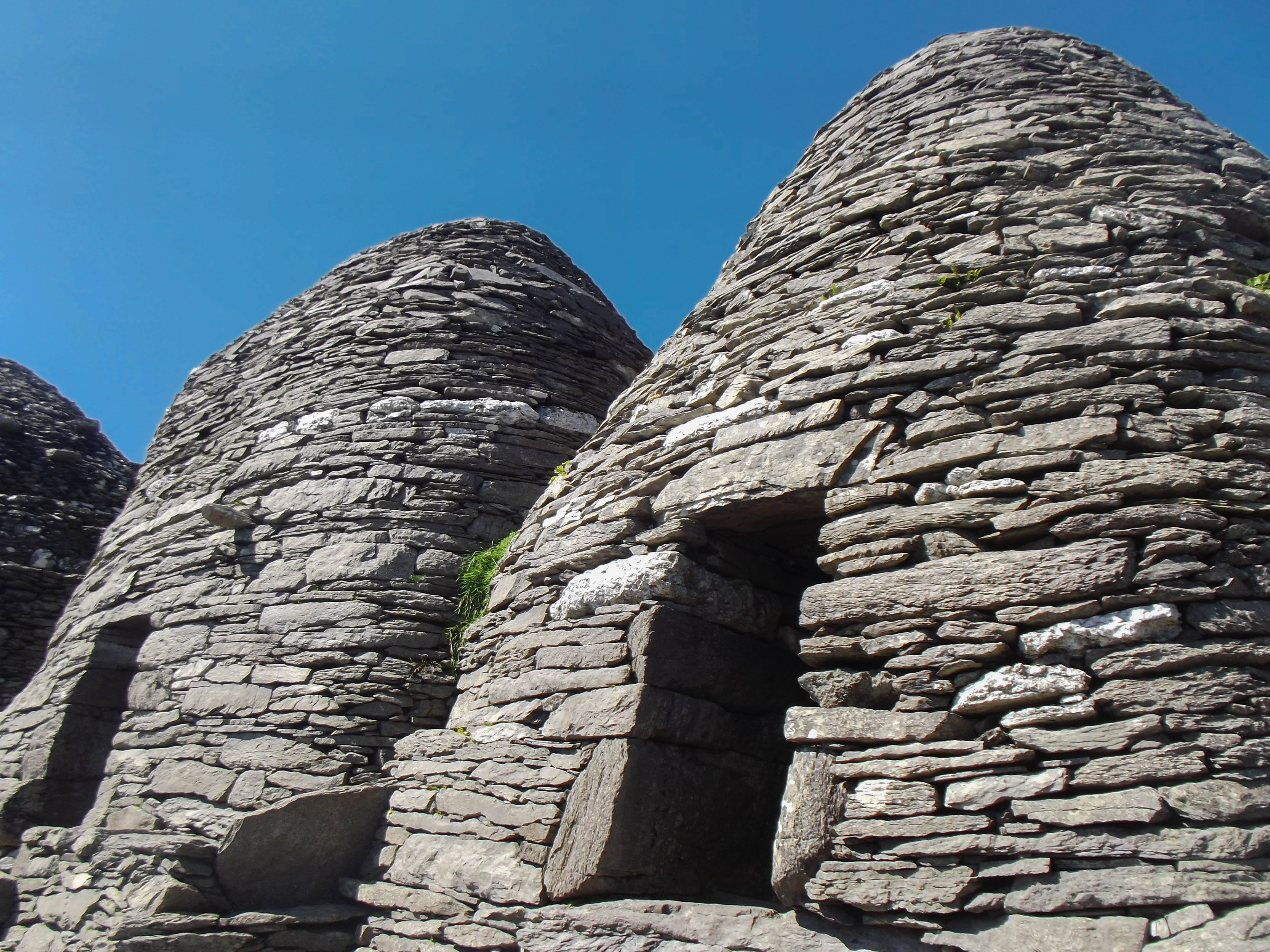
Bienenkorbhütten auf der schwer zugänglichen Insel Skellig Michael, die im Mittelalter von Eremiten bewohnt wurden

1931 wurde Douglas Main in der St. Mary’s Parochial School in Hendon (heute zu London gehörend) eingeschult, die eine Schule in römisch-katholischer Trägerschaft ist und gegenwärtig den Namen St. Joseph’s Catholic Primary School trägt. Da er ein Jahr später oft kränkelte, beschlossen seine Eltern, den Sechsjährigen in das väterliche Heimatdorf Ballinskelligs im irischen County Kerry zu schicken, wo seine Verwandten ein Hotel betrieben. Das bessere Essen und die bessere Luft in Ballinskelligs sollten die Gesundheit des Jungen stärken. Er wohnte zusammen mit seinem Onkel und dessen Frau im familiengeführten Hotel und besuchte die Schule im Dorf. Auf der nahegelegenen Insel Skellig Michael befindet sich ein verlassenes mittelalterliches Kloster, von dem Douglas Main fasziniert war.
Nachdem er einen Teil des Jahres in Ballinskelligs verbracht hatte, kehrte Douglas nach London zurück. Er ging wieder auf seine alte Schule und besuchte anschließend die Highgate Junior School, die von der Church of England getragen wird. 1937 wurde er mit 11 Jahren nach einem erfolgreichen Vorsingen in die renommierte Chorschule der Westminster Cathedral aufgenommen. Der Schulleiter Launcelot Long, der auch Priester war, schrieb in einer Beurteilung, dass Douglas Main eine „Neigung zu den Benediktinern“ habe.

### Zweiter Weltkrieg
Im September 1939, als der Zweite Weltkrieg ausbrach, wurden der 13-jährige Douglas Main und sein älterer Bruder in die nördlich von London gelegene Stadt Welwyn Garden City evakuiert, wo sie bei Freunden der Familie Main wohnten und die örtliche Jesuitenschule besuchten. Douglas Main empfand die damalige Lehrmethode der Jesuiten als ziemlich starr. Er besuchte diese Schule bis zu seinem Abschluss im Jahr 1942. Nach seinem Schulabgang war Main kurze Zeit als Nachwuchsjournalist für die Lokalzeitung Hornsey Journal tätig.
Am 13. Dezember 1943 trat er in das Royal Corps of Signals des Britischen Heeres ein. Aufgrund seiner Kenntnisse der Funktechnik und des Morsecodes, die ihm in einem Funktechnikkurs und von seinem Vater vermittelt worden waren, wurde er Funkaufklärer. 1945 wurde er an der Westfront in Belgien stationiert, wo er die Aufgabe hatte, Funksignale der deutschen Wehrmacht zu erfassen und zu dekodieren. Nach Beendigung seines Kriegsdienstes in England, Belgien und Deutschland kehrte Main im Sommer 1946 ins Zivilleben zurück.

### Augustiner-Chorherren und Jurastudium
Im November 1946 trat er mit 20 Jahren den Augustiner-Chorherren vom Lateran in Bodmin (Cornwall) bei, um für das Priesteramt zu studieren. Er begann 1949 ein Theologiestudium am Angelicum in Rom. Main empfand die dortige Atmosphäre als muffig und frauenfeindlich. Er brach deshalb das Studium nach einem Jahr ab und verließ die Ordensgemeinschaft. Trotzdem fühlte er sich den Augustiner-Chorherren zu Dank verpflichtet, weil sie ihm das Studieren beigebracht hatten.
Main zog nach Dublin, wo seine Familie inzwischen lebte. Er bewarb sich beim katholisch geprägten University College Dublin um einen Studienplatz im Studiengang Rechtswissenschaft. Da die Hochschule ihm aber bestimmte Leistungen aus seinem vorherigen Studium in Rom nicht anrechnen wollte, bewarb er sich dann beim protestantisch geprägten Trinity College Dublin, wo seine Bewerbung angenommen und seine Leistungen anerkannt wurden. Main war am Trinity College einer von 600 katholischen Studenten bei einer Gesamtzahl von 3000 Studenten. Er studierte dort von 1950 bis 1954.

### Schüler von Swami Satyananda in Malaya
Im Frühling 1954 bewarb sich Main beim britischen Colonial Service. Sein Freund Robert Farrell beschrieb Main als einen parteipolitisch unabhängigen Sozialisten, der Mahatma Gandhi bewunderte und dem Kolonialismus und Imperialismus abgeneigt war. Farrell vermutete, dass Abenteuerlust, Neugier und Geldnot ihn zu dieser Bewerbung motivierten. Zur Vorbereitung auf seinen Auslandsdienst in Britisch-Malaya (heute Malaysia) begann Main ein Studium der chinesischen Sprache an der School of Oriental and African Studies in London, das er nach seiner Ankunft in Kuala Lumpur 1955 an einer örtlichen Sprachschule fortsetzte. Main half mit, die Parlamentswahl in der Föderation Malaya 1955 vorzubereiten. Jene war die erste und einzige Parlamentswahl in der Geschichte der Kolonie, die 1957 ein unabhängiger Staat wurde.
Der Gouverneur von Malaya sandte Main zu dem hinduistischen Mönch (Sannyasin) Swami Satyananda, der Präsident und Mitgründer der Wohltätigkeitsorganisation Pure Life Society war, die in Kuala Lumpur ein Waisenhaus und einen Aschram gegründet hatte. Er sollte ihm eine Botschaft des guten Willens überbringen. Main fühlte sich sofort von Satyanandas „Friedlichkeit und ruhiger Weisheit“ angezogen. Satyananda, der als Kind eine katholische Missionsschule besucht hatte, war der Auffassung, dass die Stifter und Meister der verschiedenen Religionen ursprünglich dieselben grundlegenden spirituellen Wahrheiten gelehrt hätten. Da aber die Lehren von ihren Anhängern mit einem „getrübten Blick“ gelesen und interpretiert worden seien, hätten die Anhänger die Meister in den Hintergrund gedrängt und infolgedessen gehässigen Streit, Heilige Kriege, religiösen Hass, Zwangskonvertierungen und andere Schreckenstaten im Namen von Gott und Religion propagiert. Satyananda gehörte zu den hinduistischen Reformern in Malaya, die Vorträge über ein breites Spektrum an Themen (von Advaita-Vedanta bis hin zu malaiischer und indischer Geschichte) hielten, sich für interreligiösen Dialog engagierten sowie yogische und meditative Praktiken auf das Leben von Laien zuschnitten. Dieser reformierte Hinduismus war insbesondere bei der indischen Mittelschicht in Malaya beliebt.
Satyananda fragte Main, ob er ein religiöser Mensch sei, worauf dieser antwortete, dass er Katholik ist. Dann fragte er ihn, ob er meditiere. Main antwortete, dass er es versuche und beschrieb auf Satyanandas Wunsch hin kurz die ignatianischen Exerzitien. Satyananda legte eine Sprechpause ein und sagte dann, dass die Meditation seiner eigenen Tradition ganz anders sei. Das Ziel der Meditation war für Satyananda die Bewusstwerdung des Geistes des Universums (Brahman), der in den Herzen der Menschen wohnt. Anschließend trug Satyananda eine Paraphrasierung eines Verses aus der Chandogya-Upanishad so hingebungsvoll und ausdrucksstark vor, dass Main Satyananda fragte, ob Satyananda ihm seine Art der Meditation beibringen könne. Main wurde Satyanandas Schüler und besuchte ihn ungefähr 18 Monate lang einmal pro Woche, um mit ihm gemeinsam zu meditieren. Satyananda gab Main das christliche Mantra „Jesus“, das er bei der Meditation „treu, liebevoll und kontinuierlich“ wiederholen sollte, während er still und schweigend mit Satyananda zusammensaß. Er sollte sich während der Meditation gedanklich ganz auf den Klang des Wortes konzentrieren. Des Weiteren riet Satyananda ihm, mindestens zweimal täglich jeweils eine halbe Stunde zu meditieren, wenn er es ernst meine und das Mantra in seinem Herzen verwurzeln wolle, da alles darunter eine „Frivolität“ sei.

### Jura-Dozent in Dublin

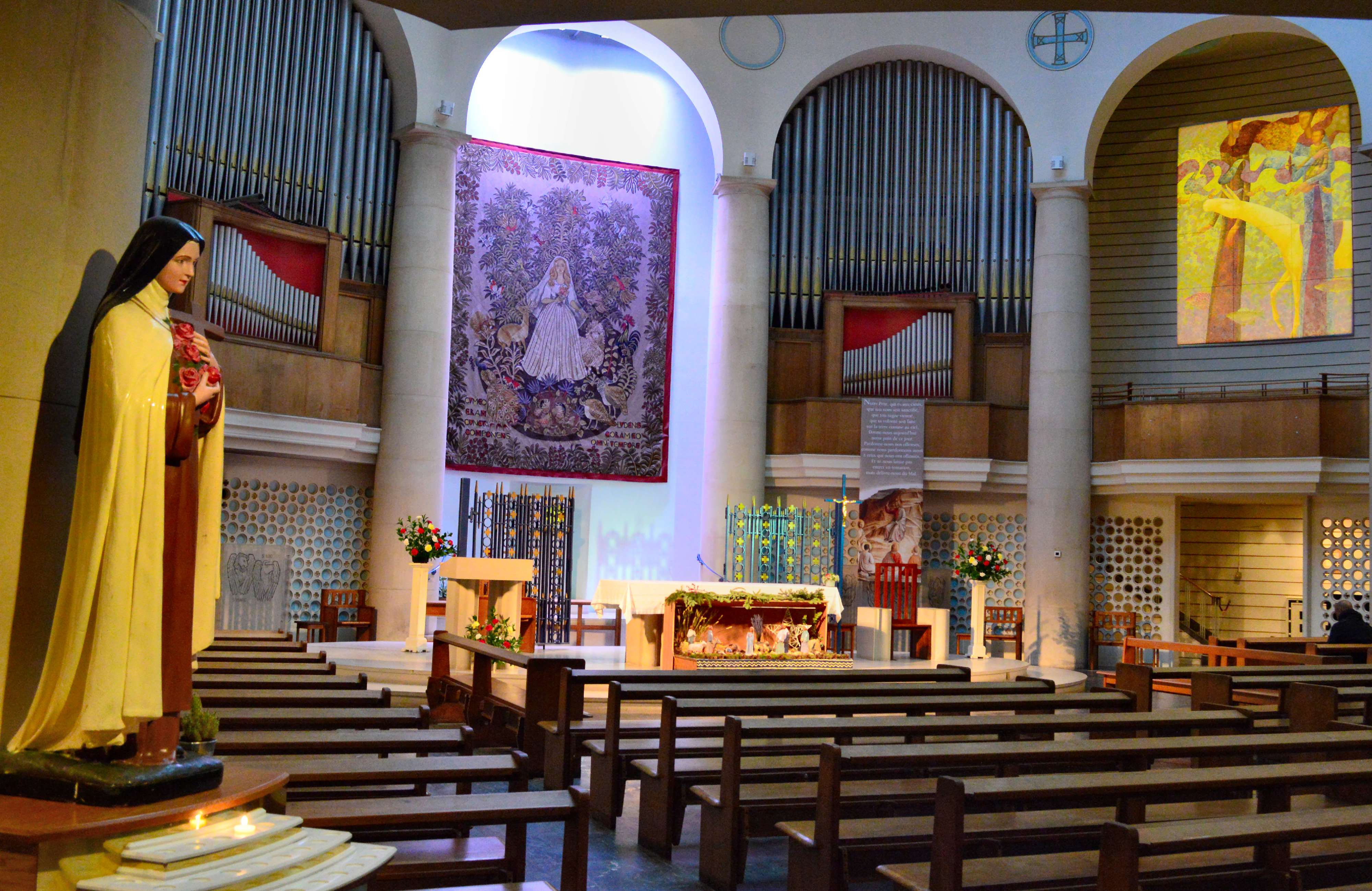
Innenraum der Kirche Notre Dame de France

Im Sommer 1956 kehrte Main nach Dublin zurück. Er fand Arbeit als Dozent für Verwaltungsrecht, Römisches Recht und Internationales Recht am Trinity College Dublin. Nun ging er zur täglichen Messe und praktizierte weiterhin die Mantra-Meditation, die er in Malaya gelernt hatte. Während dieser Zeit reiste er oft nach London, um Freunde zu besuchen. Dort traf Main auch Diana Ernselsteen wieder, die die Tochter der Familienfreunde war, bei denen er während der Evakuierung im Zweiten Weltkrieg wohnte. Die 22-jährige Medizinstudentin Ernselsteen und der neun Jahre ältere Main verliebten sich ineinander und sprachen über Heirat. Als die beiden bei einem Spaziergang durch London spontan der Kirche Notre Dame de France in der Nähe des Leicester Square einen kurzen Besuch abstatteten, hatte Ernselsteen in der Stille und Dunkelheit der Kirche das starke Gefühl, dass sie und Main doch nicht füreinander bestimmt sind. Ernselsteen heiratete einige Monate später in derselben Kirche einen anderen Mann. Sie blieb mit Main freundschaftlich verbunden und kommunizierte mit ihm bis an sein Lebensende über Briefe und Telefonate. 1958 starb der 11-jährige Sohn von Mains verwitweter Schwester Yvonne an den Folgen eines inoperablen Hirntumors. Der Tod seines Neffen ging ihm sehr nahe. Als er über sein Leben nachdachte, fiel ihm auf, dass seine tägliche Meditation das Wichtigste in seinem gesamten Sein war. Darum beschloss er, sein Leben auf der Meditation aufzubauen und Mönch zu werden.

### Eintritt in den Benediktinerorden und Schullehrer in London

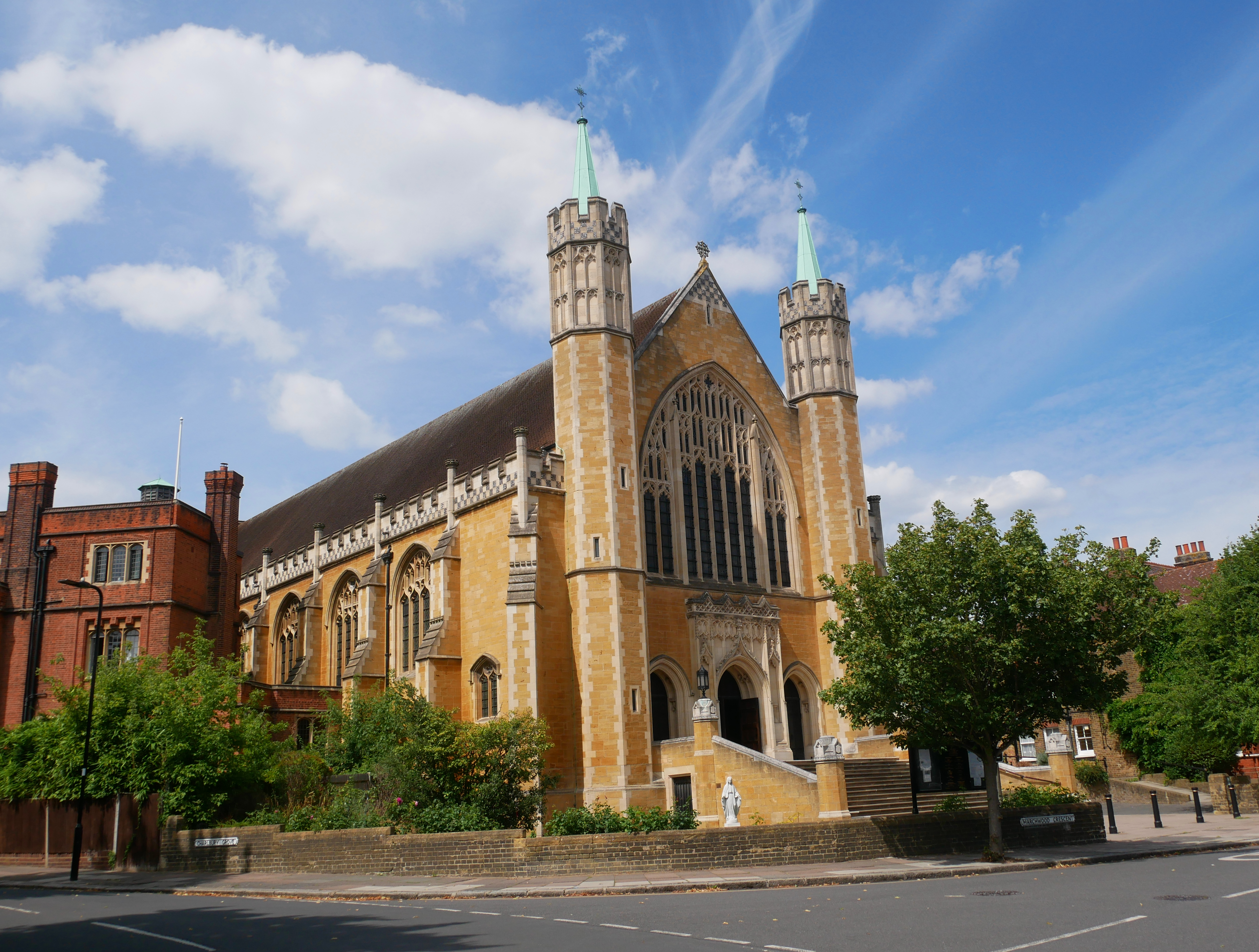
Kirche der Ealing Abbey

Im Alter von 33 Jahren wurde Main in der benediktinischen Ealing Abbey in London als Mönch aufgenommen. Er nahm den Ordensnamen John an, der an den Apostel Johannes (englisch: John the Apostle) erinnert. Er sprach früh in seinem Noviziat mit seinem Novizenmeister über die Mantra-Meditation, die er in Malaya gelernt hatte. Der Novizenmeister sagte ihm, dass dies kein christliches Gebet sei und wies Main an, stattdessen ein halbstündiges Gebet nach der ACTS-Methode zu verrichten, das aus Akten der Anbetung (englisch: adoration), der Reue (contrition), der Danksagung (thanksgiving) und des Bittens (supplication) besteht. Im Wesentlichen waren dies an Gott gerichtete Worte und Gedanken an Gott. Main folgte der Anweisung, aber dieses neue Gebet wurde für ihn mit der Zeit immer unbefriedigender. Die nächsten Jahre waren für ihn karg, was seine spirituelle Entwicklung anging, aber er kehrte immer wieder zum Gehorsam zurück, der das Fundament seines monastischen Lebens war. Je arbeitsreicher sein Leben als Mönch wurde, desto weniger dringlich erschien ihm dieses Problem jedoch. Rückblickend betrachtete er diesen Lebensabschnitt als eine Zeit der großen Gnade, weil er gelernt habe, von der Meditation, die ihm heilig war und auf die er sein Leben aufbauen wollte, loszulassen. Stattdessen habe er gelernt, sein Leben auf Gott selbst aufzubauen.
Nach seinem Noviziat wurde er 1962 nach Rom geschickt, um Theologie am Anselmianum zu studieren. Er besuchte Klöster in Italien, Frankreich und Deutschland. Mit großem Enthusiasmus verfolgte er die Kirchenreformen des Zweiten Vatikanischen Konzils. Am 20. Dezember 1963 empfing Main in der Ealing Abbey die Priesterweihe durch Weihbischof George Craven. 1964 wurde er Lehrer an der St. Benedict’s Middle School at Ealing. Er unterrichtete Religion und nachher auch Politische Bildung. Einer seiner Schüler war der junge Laurence Freeman, der später selbst Mönch und ein wichtiger Weggefährte von John Main wurde. Als ein älterer Abt 1967 in den Ruhestand ging, bewarb sich Main als dessen Nachfolger. Er wurde von vielen Mönchen unterstützt, aber letztlich gewann ein anderer Kandidat die Wahl.

### Schulleiter in Washington, D.C.

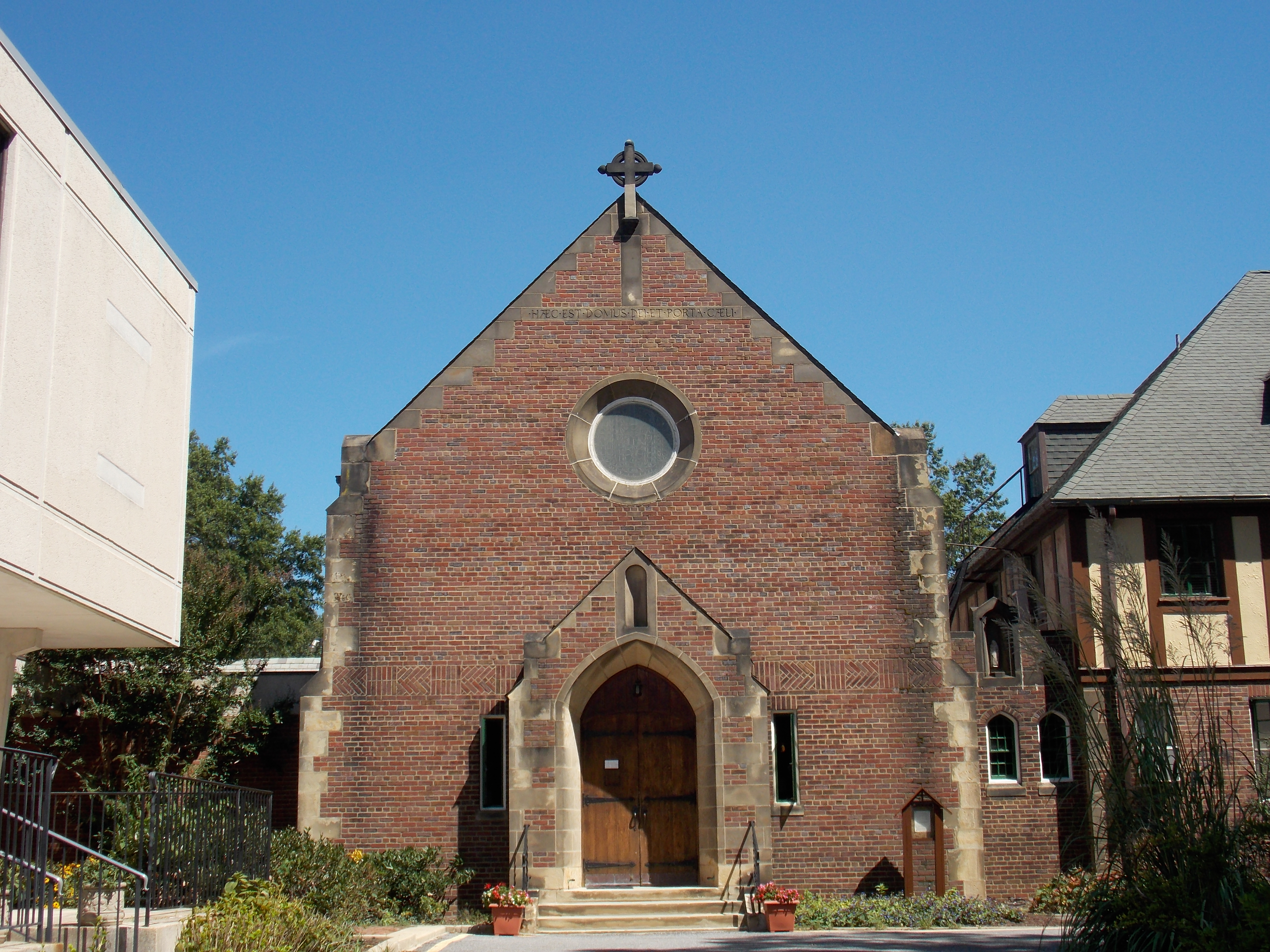
Kirche der St. Anselm’s Abbey

Main führte seine Lehrtätigkeit in Ealing fort und wurde stellvertretender Schulleiter der Upper School. Gemeinsam mit dem Schulleiter schlug er Reformen vor, die viele der Mönche für zu radikal hielten. Unter anderem wollten sie auch Mädchen und Angehörige anderer Konfessionen und Religionen als Schüler annehmen. Im weiteren Verlauf wurde Main im März 1969 beauftragt, ein weiterführendes Theologiestudium an der Catholic University of America in Washington, D.C. aufzunehmen. Nach sechs Monaten Studium wurde er zum Schulleiter der örtlichen benediktinischen Jungenschule St. Anselm’s Abbey School ernannt. Main übernahm eine Schule mit schwerwiegenden Verwaltungs- und Personalproblemen. Er stürzte sich in die Arbeit, die die Verbesserung der Arbeitsmoral, die Gewährleistung eines soliden Religionsunterrichtes (den er selbst erteilte), die Anhebung der Bildungsstandards und das Fundraising umfasste.

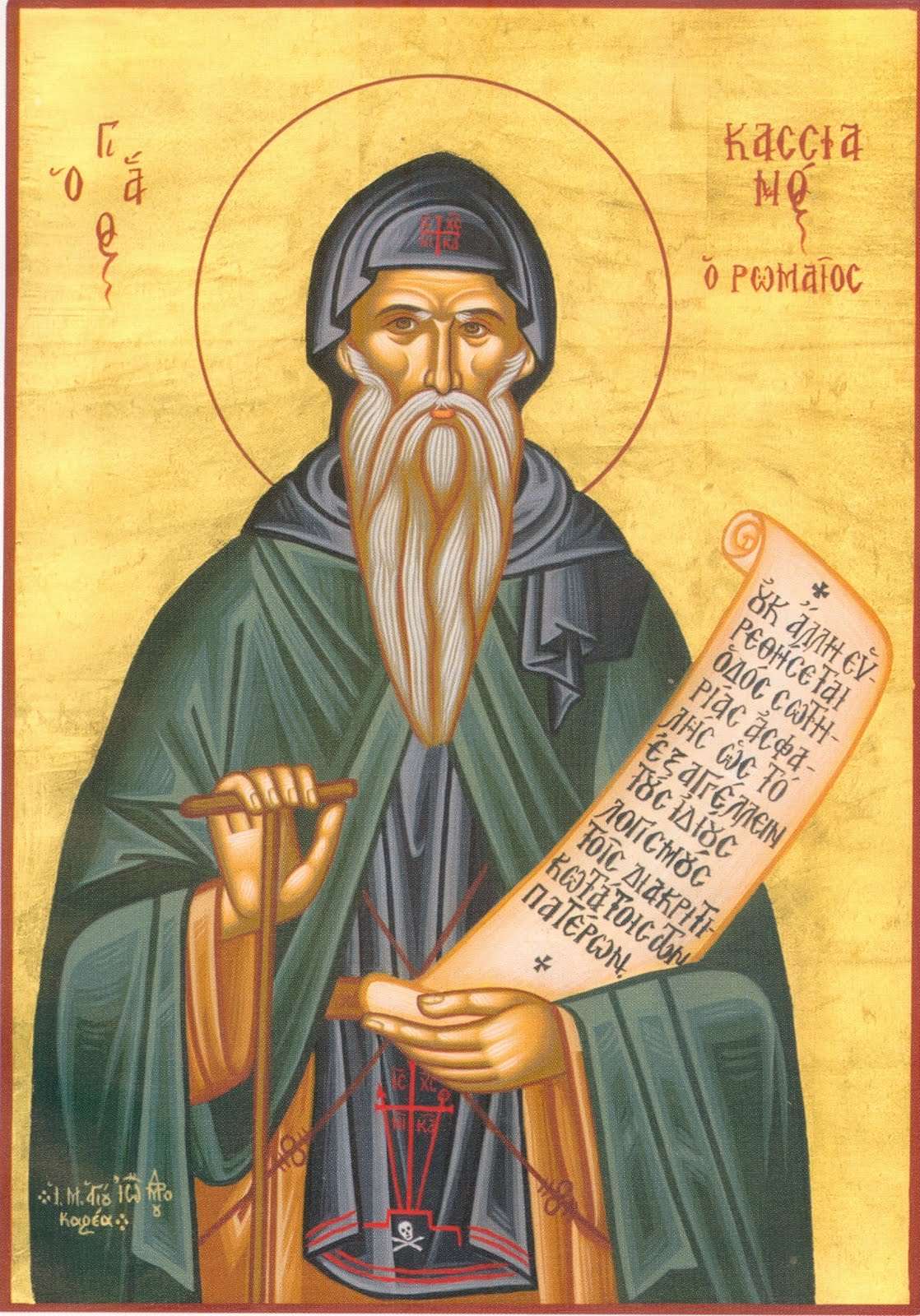
Johannes Cassianus

Eines Tages kam in das Kloster ein junger Mann, der Zeit mit einem hinduistischen Lehrer verbracht hatte und sich für den christlichen Standpunkt interessierte. Dieser bat Main um eine Unterweisung in christlicher Mystik. Da Main als viel beschäftigter Schulleiter wenig Zeit hatte, empfahl er ihm das Buch Holy Wisdom, das der englische Benediktinermönch Augustine Baker im 17. Jahrhundert geschrieben hatte. Main rechnete damit, dass der junge Mann mehrere Wochen mit diesem schwer zu lesenden Buch beschäftigt sein würde. Doch schon nach einer Woche kam er wieder in das Kloster und erzählte zu Mains Überraschung ganz begeistert von seiner Lektüre des Buches. Dies bewog Main dazu, das Buch selbst noch einmal zu lesen. Er las darin über den Wüstenvater Johannes Cassianus, dessen immerwährendes Gebet ihn an die Mantra-Meditation erinnerte, die er bei Swami Satyananda in Malaya gelernt hatte. Main war hocherfreut über die Tatsache, dass Cassianus großen Einfluss auf Benedikt von Nursia hatte, der den monastischen Orden gründete, dem Main angehörte. Main und der junge Mann lasen dann zusammen in dem Buch und meditierten auch bald danach gemeinsam.

### Meditationszentren in London und Montreal
1974 wurde Main von seinem Abt an die Ealing Abbey in London zurückgerufen. Er befasste sich dort intensiv mit Johannes Cassianus und anderen Wüstenvätern. Zu seiner Freude fand er heraus, dass Benedikt von Nursia seine Mönche anwies, die von Cassianus verfassten Collationes zu lesen und aufzunehmen. Main wurde erlaubt, auf dem Klostergelände der Ealing Abbey eine kleine Laiengemeinschaft zu gründen, die die tägliche Meditation in ihr Leben integrierte. Schon bald traten sechs junge Männer dieser Gemeinschaft bei, unter ihnen auch Laurence Freeman, den Main an der klösterlichen Schule unterrichtet hatte.
Main bewarb sich um das Amt des Abtes der Ealing Abbey. Seine Kandidatur wurde vor allem von jungen Mönchen unterstützt, die auf Erneuerung hofften. Bei der Wahl unterlag er dem amtierenden Abt mit nur einer Stimme. Danach bewarb er sich als Abt der St. Anselm’s Abbey in Washington, D.C., wo er früher Schulleiter war. Auch diese Wahl verlor er knapp. Im Sommer 1976 erkundete Main die Möglichkeiten der Gründung einer Gemeinschaft außerhalb von Ealing. Durch Kontakte mit verschiedenen Freunden wurde ein Treffen mit Leonard Crowley, einem Weihbischof im Erzbistum Montreal, arrangiert. Dieser war bestrebt, eine kontemplative Gemeinschaft nach Montreal einzuladen.

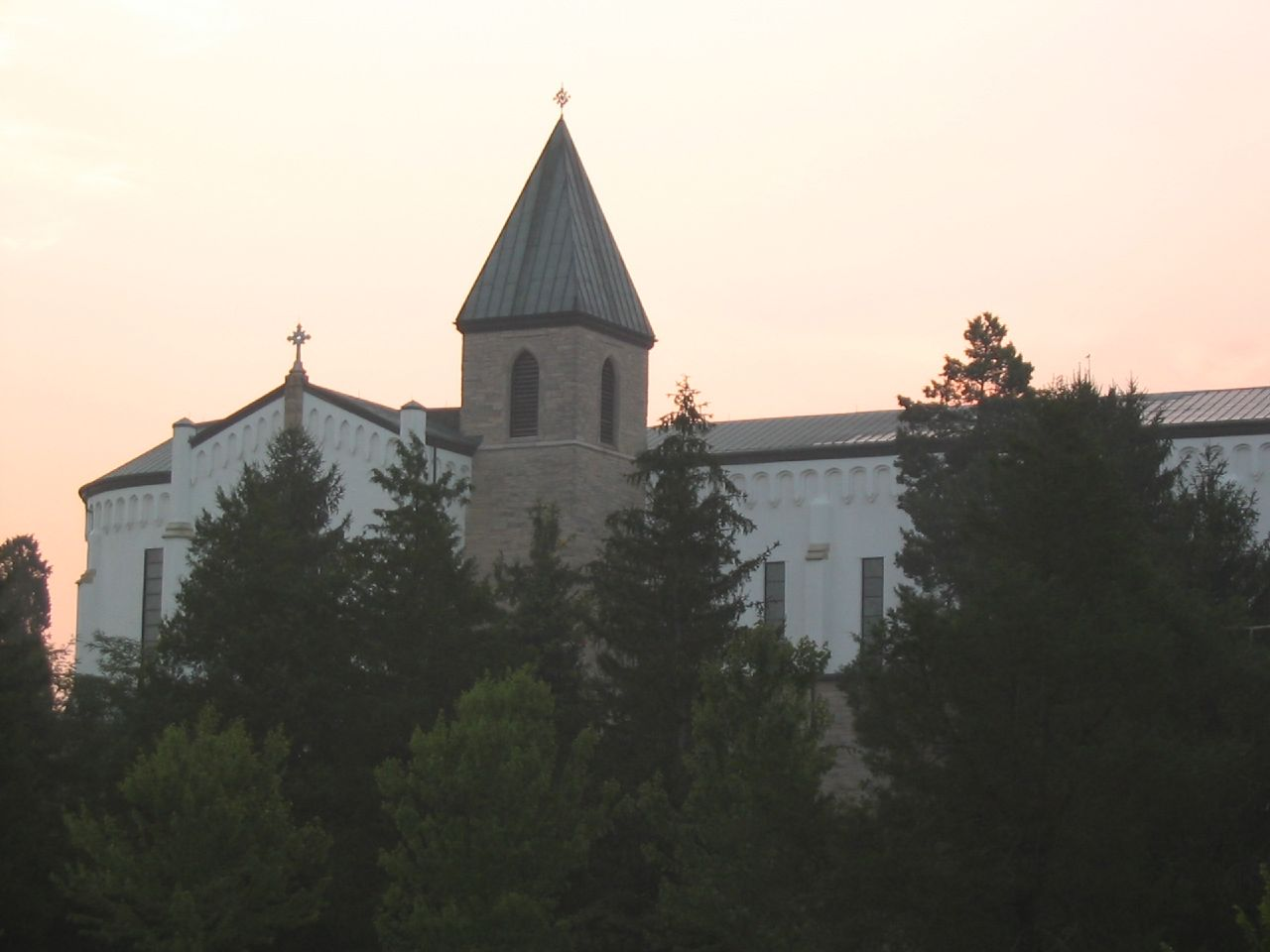
Trappistenabtei Gethsemani

Im November 1976 sprach Main vor den Mönchen der Trappistenabtei Gethsemani im US-Bundesstaat Kentucky. Dies war das Kloster, dem der bekannte Mystiker Thomas Merton bis zu seinem Tod 1968 angehörte. Diese drei Vorträge von John Main wurden unter dem Titel Christian Meditation – The Gethsemani Talks als Buch veröffentlicht. Im März 1977 wurde Main von der Ealing Abbey die Erlaubnis erteilt, Weihbischof Crowleys Einladung anzunehmen. Laurence Freeman durfte ihn als einziger Mönch dorthin begleiten. Im September 1977 brachen die beiden Mönche nach Kanada auf. Mit der Hilfe von Weihbischof Crowley wurde ein Haus auf der Avenue de Vendôme in Montreal erworben, das von einem frühen französischen Siedler erbaut worden war. Nach umfangreichen Renovierungsarbeiten, bei denen Freiwillige mithalfen, wurde das Meditationshaus am 6. Dezember offiziell eröffnet. Wie in London kamen am Anfang wenige Leute zu den Meditationsveranstaltungen, aber die Besucherzahlen stiegen schnell an.

### Krankheit

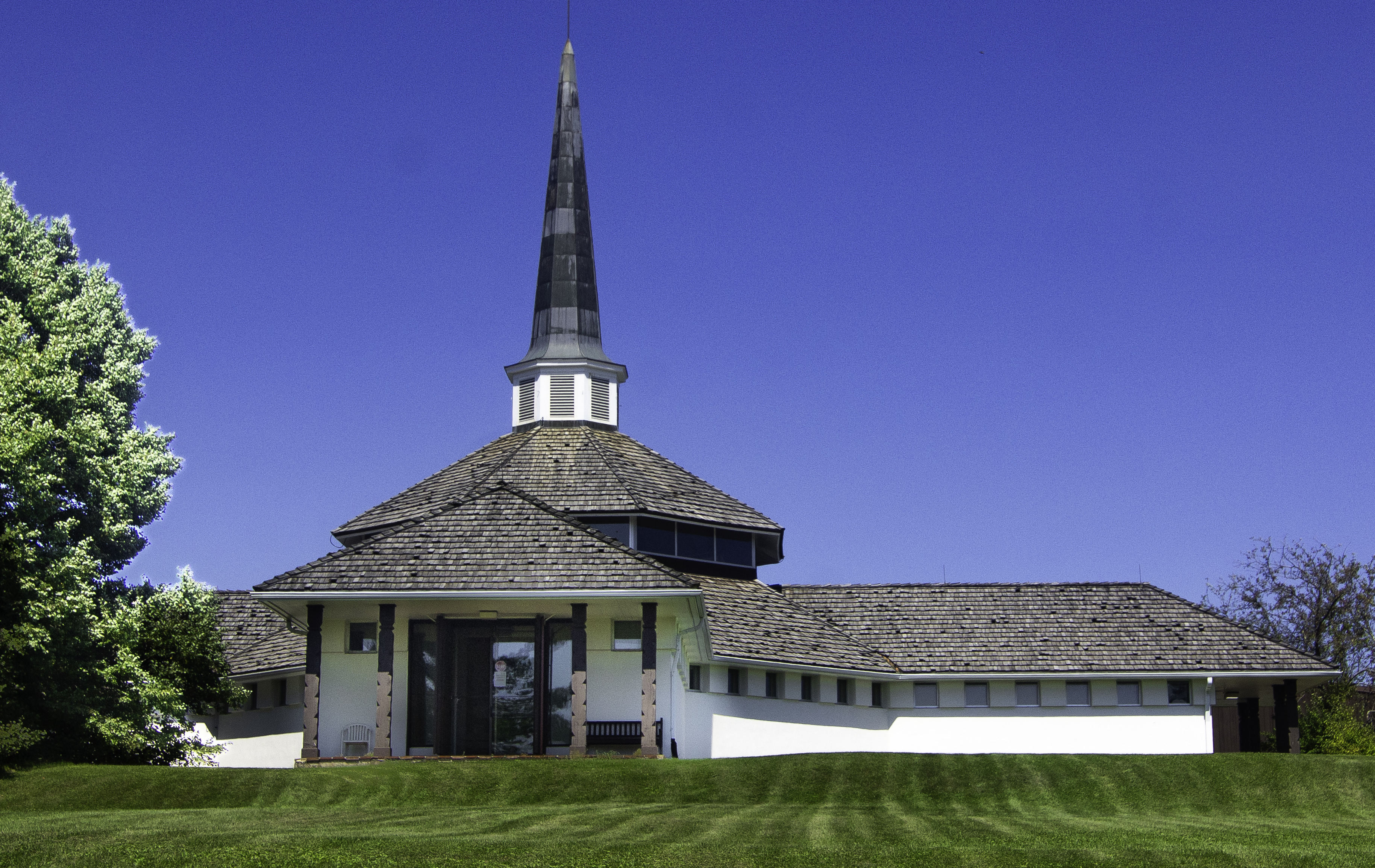
Mount Saviour Monastery

Nachdem Main 1979 mehrere Retreats in England, Schottland und Irland geleitet hatte, kehrte er im September desselben Jahres nach Montreal zurück. Er bemerkte Schmerzen in seinem Unterbauch, deren Ursache später als Darmkrebs diagnostiziert wurde. Im Oktober wurde der Krebs operiert. Die Ärzte werteten die Operation als vollen Erfolg. Das Priorat in Montreal war nun nicht mehr der Ealing Abbey in London angegliedert, sondern dem Benediktinerkloster Mount Saviour Monastery in Pine City bei Elmira im US-Bundesstaat New York. Eine Mäzenatenfamilie bot Main ihre Villa auf der Pine Avenue in Montreal zur klösterlichen Nutzung an. Noch vor dem Umzug dorthin besuchte der Dalai Lama die Klostergemeinschaft und meditierte zusammen mit ihr. Während dieser Zeit war Main auch damit beschäftigt, Rundbriefe zu schreiben und eine Sammlung seiner Vorträge zusammenzustellen. Nach seiner Krebsoperation erholte er sich Anfang 1980 einen Monat lang in einem Benediktinerkloster auf den Bahamas und leitete anschließend wieder Retreats in Irland. Im Februar 1981 hielt er einen Vortrag über Meditation vor 8000 Lehrern im Anaheim Convention Center in Kalifornien.
Anfang 1982 klagte Main über Rückenschmerzen. Bei einer ärztlichen Untersuchung wurde entdeckt, dass er unter fortgeschrittenem Sekundärkrebs in den Lungen litt. Der Primärkrebs im Darm, der 1979 operiert worden war, hatte sich ausgebreitet. Die Krankenhausärzte teilten ihm mit, dass sie die Situation als hoffnungslos betrachten. Main begann eine Strahlen- und Chemotherapie, um die Ausbreitung des Krebses einzudämmen. Anfänglich sprach er gut auf diese Therapie an. Seine letzte Reise zu den Britischen Inseln im Frühling 1982 beinhaltete Retreats und Konferenzen in London, Liverpool, Manchester und in der irischen Kylemore Abbey. Seine letzte Familienmesse feierte er im Dubliner Stadtteil Sandymount. Er sprach nicht mit Familie und Freunden über seine Krankheit, aber vielen fiel auf, dass er beim Gehen leicht hinkte.
Als er zurück in Kanada war, leitete er im Sommer einen Retreat in Nova Scotia und machte anschließend mit Mitgliedern der Klostergemeinschaft zwei Wochen Urlaub in einem geliehenen Haus auf der Kap-Breton-Insel. Auf der Heimreise war er aufgrund starker Schmerzen nicht in der Lage, eine kurze Strecke auf dem Flughafen Halifax zu Fuß zu gehen. Der Schmerz breitete sich in seinem Körper aus und verließ ihn nur noch selten. In den nächsten Monaten benutzte er Rollstühle, unterzog sich weiterhin medizinischen Interventionen und ließ sich von Balfour Mount ärztlich behandeln, der in Kanada ein führender Mediziner auf dem Gebiet der Palliativmedizin war.

### Tod
Trotz seiner schweren Krankheit hörte Main nicht auf, zweimal pro Woche Meditationsvorträge zu halten, Korrespondenz zu unterhalten, sich mit Besuchern zu treffen und noch eine Zeit lang die sonntägliche Messe im Kloster zu feiern. Er verlor auch nicht den für ihn typischen Humor. Als Main aus seinem Bett fiel, half Laurence Freeman ihm auf und sagte zu ihm: „Wir werden eines Tages darüber lachen.“ Main erwiderte: „Lass uns jetzt gleich darüber lachen.“ Im Oktober 1982 hielt Main seinen letzten großen öffentlichen Vortrag auf dem International Seminar on Palliative Care im Royal Victoria Hospital in Montreal. Vor 2000 Delegierten sprach er unter dem Titel Death – The Inner Journey über den Tod aus spiritueller Sicht. John Main starb am Morgen des 30. Dezember 1982 im Kloster in Montreal. Er wurde 56 Jahre alt. Mains Grab befindet sich auf dem Gelände des Mutterklosters Mount Saviour Monastery. 1991 wurde die World Community for Christian Meditation (WCCM) gegründet, die nach ihrem Selbstverständnis John Mains Vermächtnis der Meditationslehre und sein Werk der Wiederherstellung der kontemplativen Seite des Christentums im Kirchenleben weiterführt. Sie wird von seinem Schüler Laurence Freeman geleitet.

## Rezeption
Es ist unter Theologen umstritten, ob John Mains christliche Meditation authentisch christlich ist. Adalbert de Vogüé vertrat die Auffassung, dass Johannes Cassianus für Main nur ein Verbindungsglied gewesen sei, das er als ein Mittel zum Zweck benutzt habe. De Vogüé deutete in seiner Analyse an, dass Main mit dem Verweis auf Cassianus die Anwendung einer im Wesentlichen hinduistischen Praktik gegenüber denjenigen gerechtfertigt habe, die ihren christlichen Charakter hätten bezweifeln können. Dennoch betonte de Vogüé zugleich, dass Main die hinduistische Meditation „perfekt in ein religiöses Leben integriert“ habe, das „gänzlich Christus gewidmet“ gewesen sei. Fabrice Blée war hingegen der Meinung, dass Mains Methode eine „neue Kohärenz“ repräsentiere, die weder Synkretismus noch Hinduismus im christlichen Gewand sei, sondern eine Methode, die gleichzeitig sowohl durch hinduistische als auch durch christliche Quellen bestätigt werden könne. Main sei sowohl der christlichen Tradition treu geblieben als auch anderen spirituellen Strömungen zu Dank verpflichtet.

## Veröffentlichungen

### Englisch
- Door to Silence – An Anthology for Christian Meditation. Canterbury Press Norwich, 2006, ISBN 978-1-85311-749-7.
- Monastery Without Walls – The Spiritual Letters of John Main. Canterbury Press Norwich, 2006, ISBN 978-1-85311-737-4.
- Word into Silence – A Manual for Christian Meditation. Canterbury Press Norwich, 2006, ISBN 978-1-85311-754-1.
- Christian Meditation – The Gethsemani Talks. Medio Media, Singapur 2007, ISBN 978-981-11-5877-3.
- The Heart of Creation – Meditation: A Way of Setting God Free in the World. Canterbury Press Norwich, 2007, ISBN 978-1-85311-848-7.
- The Hunger for Depth and Meaning – Learning to Meditate with John Main. Medio Media, Singapur 2007, ISBN 978-1-933182-63-6.
- Word Made Flesh – Recovering a Sense of the Sacred Through Prayer. Canterbury Press Norwich, 2009, ISBN 978-1-85311-965-1.
- Community of Love. Medio Media, Singapur 2010, ISBN 978-981-08-4473-8.
- Moment of Christ – Prayer as the Way to God's Fullness. Canterbury Press Norwich, 2010, ISBN 978-1-84825-020-8.
- Silence & Stillness in Every Season – Daily Readings with John Main. Medio Media, Singapur 2010, ISBN 978-981-08-5543-7.
- Sacrament – The Christian Mysteries. Medio Media, Singapur 2011, ISBN 978-981-08-8342-3.
- Our Hearts Burned Within Us – Reading the New Testament with John Main. Medio Media, Singapur 2012, ISBN 978-981-07-2812-0.
- The Way of Unknowing – Expanding Spiritual Horizons Through Meditation. Canterbury Press Norwich, 2012, ISBN 978-1-84825-118-2.
- Fully Alive – The Transforming Power of Prayer. Canterbury Press Norwich, 2013, ISBN 978-1-84825-559-3.
- Radical Simplicity – Meditation for Everyone. Meditatio, 2013, ISBN 978-0-9575761-7-9.
- Awakening. Medio Media, Singapur, ISBN 978-1-916095-80-9.

### Deutsch
- Das Herz der Stille – Einführung ins Herzensgebet. Claudius Verlag, München 2015, ISBN 978-3-532-62479-1 (englisch: Word into Silence – A Manual for Christian Meditation. Übersetzt von Bernardin Schellenberger).
- Schweigen und Stille – Achtsam durch das Jahr – Der Weg der Meditation nach John Main. Claudius Verlag, München 2022, ISBN 978-3-532-62875-1 (englisch: Silence & Stillness in Every Season – Daily Readings with John Main. Übersetzt von Christiane Floyd).